# Schlingeria ammobata
Schlingeria ammobata är en tvåvingeart som beskrevs av Irwin 1977. Schlingeria ammobata ingår i släktet Schlingeria och familjen stilettflugor. Inga underarter finns listade i Catalogue of Life.